# Seven de Canadá 2020
El Seven de Canadá 2020 fue la quinta edición del Seven de Canadá. fue el sexto y último torneo de la Serie Mundial Masculina de Rugby 7 2019-20.
Se disputó del 7 al 8 de marzo en el BC Place de Vancouver, Canadá.

## Formato
Se dividen en cuatro grupos de cuatro equipos, cada grupo se resuelve con el sistema de todos contra todos a una sola ronda; la victoria otorga 3 puntos, el empate 2 y la derrota 1 punto.
Los dos equipos con más puntos en cada grupo avanzan a cuartos de final de la Copa. Los cuatro ganadores avanzan a semifinales de la Copa, y los cuatro perdedores a semifinales por el quinto puesto.
Los dos equipos con menos puntos en cada grupo juegan la challenge trophy.

## Equipos participantes
Además de los 15 equipos que tienen su lugar asegurado para toda la temporada se suma como invitado la selección de Japón.
| - Argentina - Australia - Canadá - Escocia | - España - Estados Unidos - Fiyi - Francia | - Gales - Inglaterra - Irlanda - Japón | - Kenia - Nueva Zelanda - Samoa - Sudáfrica |

## Resultados

### Fase de grupos

#### Grupo A
| Pos | Países     | Pts | Partidos | Partidos | Partidos | Partidos | Tantos | Tantos | Tantos |
| Pos | Países     | Pts | J        | G        | E        | P        | PF     | PC     | DP     |
| --- | ---------- | --- | -------- | -------- | -------- | -------- | ------ | ------ | ------ |
| 1   | Sudáfrica  | 9   | 3        | 3        | 0        | 0        | 67     | 5      | +62    |
| 2   | Inglaterra | 7   | 3        | 2        | 0        | 1        | 60     | 38     | +22    |
| 3   | Japón      | 4   | 3        | 0        | 1        | 2        | 14     | 55     | -41    |
| 4   | Argentina  | 4   | 3        | 0        | 1        | 2        | 19     | 62     | -43    |

|  | Avanzan a cuartos de final. |

| 7 de marzo | Inglaterra | 31 - 0 | Argentina | BC Place, Vancouver |  |

| 7 de marzo | Sudáfrica | 12 - 0 | Japón | BC Place, Vancouver |  |

| 7 de marzo | Inglaterra | 29 - 0 | Japón | BC Place, Vancouver |  |

| 7 de marzo | Sudáfrica | 17 - 5 | Argentina | BC Place, Vancouver |  |

| 7 de marzo | Argentina | 14 - 14 | Japón | BC Place, Vancouver |  |

| 7 de marzo | Sudáfrica | 38 - 0 | Inglaterra | BC Place, Vancouver |  |

#### Grupo B
| Pos | Países  | Pts | Partidos | Partidos | Partidos | Partidos | Tantos | Tantos | Tantos |
| Pos | Países  | Pts | J        | G        | E        | P        | PF     | PC     | DP     |
| --- | ------- | --- | -------- | -------- | -------- | -------- | ------ | ------ | ------ |
| 1   | Canadá  | 9   | 3        | 3        | 0        | 0        | 86     | 49     | +37    |
| 2   | Fiyi    | 7   | 3        | 2        | 0        | 1        | 73     | 64     | +9     |
| 3   | Gales   | 5   | 3        | 1        | 0        | 2        | 47     | 74     | -27    |
| 4   | Francia | 3   | 3        | 0        | 0        | 3        | 59     | 78     | -19    |

|  | Avanzan a cuartos de final. |

| 7 de marzo | Francia | 21 - 31 | Canadá | BC Place, Vancouver |  |

| 7 de marzo | Fiyi | 26 - 19 | Gales | BC Place, Vancouver |  |

| 7 de marzo | Francia | 19 - 21 | Gales | BC Place, Vancouver |  |

| 7 de marzo | Fiyi | 21 - 26 | Canadá | BC Place, Vancouver |  |

| 7 de marzo | Canadá | 29 - 7 | Gales | BC Place, Vancouver |  |

| 7 de marzo | Fiyi | 26 - 19 | Francia | BC Place, Vancouver |  |

#### Grupo C
| Pos | Países        | Pts | Partidos | Partidos | Partidos | Partidos | Tantos | Tantos | Tantos |
| Pos | Países        | Pts | J        | G        | E        | P        | PF     | PC     | DP     |
| --- | ------------- | --- | -------- | -------- | -------- | -------- | ------ | ------ | ------ |
| 1   | Nueva Zelanda | 9   | 3        | 3        | 0        | 0        | 93     | 24     | +69    |
| 3   | España        | 7   | 3        | 2        | 0        | 1        | 45     | 71     | -26    |
| 3   | Irlanda       | 5   | 3        | 1        | 0        | 2        | 64     | 73     | -9     |
| 4   | Kenia         | 3   | 3        | 0        | 0        | 3        | 26     | 60     | -34    |

|  | Avanzan a cuartos de final. |

| 7 de marzo | Irlanda | 26 - 28 | España | BC Place, Vancouver |  |

| 7 de marzo | Nueva Zelanda | 29 - 0 | Kenia | BC Place, Vancouver |  |

| 7 de marzo | Irlanda | 14 - 12 | Kenia | BC Place, Vancouver |  |

| 7 de marzo | Nueva Zelanda | 31 - 0 | España | BC Place, Vancouver |  |

| 7 de marzo | España | 17 - 14 | Kenia | BC Place, Vancouver |  |

| 7 de marzo | Nueva Zelanda | 33 - 24 | Irlanda | BC Place, Vancouver |  |

#### Grupo D
| Pos | Países         | Pts | Partidos | Partidos | Partidos | Partidos | Tantos | Tantos | Tantos |
| Pos | Países         | Pts | J        | G        | E        | P        | PF     | PC     | DP     |
| --- | -------------- | --- | -------- | -------- | -------- | -------- | ------ | ------ | ------ |
| 1   | Australia      | 9   | 3        | 3        | 0        | 0        | 102    | 38     | +64    |
| 2   | Estados Unidos | 7   | 2        | 2        | 0        | 1        | 54     | 46     | +8     |
| 3   | Escocia        | 4   | 3        | 0        | 1        | 2        | 50     | 80     | -30    |
| 4   | Samoa          | 4   | 3        | 0        | 1        | 2        | 36     | 78     | -42    |

|  | Avanzan a cuartos de final. |

| 7 de marzo | Estados Unidos | 19 - 5 | Samoa | BC Place, Vancouver |  |

| 7 de marzo | Australia | 33 - 19 | Escocia | BC Place, Vancouver |  |

| 7 de marzo | Estados Unidos | 28 - 12 | Escocia | BC Place, Vancouver |  |

| 7 de marzo | Australia | 40 - 12 | Samoa | BC Place, Vancouver |  |

| 7 de marzo | Samoa | 19 - 19 | Escocia | BC Place, Vancouver |  |

| 7 de marzo | Australia | 29 - 7 | Estados Unidos | BC Place, Vancouver |  |

### Etapa eliminatoria

#### Definición 13° puesto
|  | Semifinal | Semifinal | Semifinal |           |         | 13° puesto | 13° puesto | 13° puesto |  |
|  |           |           |           |           |         |            |            |            |  |
|  |           |           |           |           |         |            |            |            |  |
|  | Japón     | Japón     | 12        |           |         |            |            |            |  |
|  | Japón     | Japón     | 12        |           |         |            |            |            |  |
|  | Irlanda   | Irlanda   | 21        |           |         |            |            |            |  |
|  | Irlanda   | Irlanda   | 21        |           | Irlanda | Irlanda    | 31         |            |  |
|  |           |           |           |           | Irlanda | Irlanda    | 31         |            |  |
|  |           |           | Argentina | Argentina | 26      |            |            |            |  |
|  | Argentina | Argentina | Argentina | Argentina | 26      | 31         |            |            |  |
|  | Argentina | Argentina |           |           |         | 31         |            |            |  |
|  | Gales     | Gales     | 7         |           |         |            |            |            |  |
|  | Gales     | Gales     | 7         |           |         |            |            |            |  |
|  |           |           |           |           |         |            |            |            |  |

#### Challenge (9° puesto)
|  | Cuartos de final | Cuartos de final | Cuartos de final |         |         | Semifinales | Semifinales | Semifinales |  |         | 9° puesto | 9° puesto | 9° puesto |  |
|  |                  |                  |                  |         |         |             |             |             |  |         |           |           |           |  |
|  |                  |                  |                  |         |         |             |             |             |  |         |           |           |           |  |
|  | Japón            | Japón            | 19               |         |         |             |             |             |  |         |           |           |           |  |
|  | Japón            | Japón            | 19               |         |         |             |             |             |  |         |           |           |           |  |
|  | Samoa            | Samoa            | 50               |         |         |             |             |             |  |         |           |           |           |  |
|  | Samoa            | Samoa            | 50               |         | Samoa   | Samoa       | 0           |             |  |         |           |           |           |  |
|  |                  |                  |                  |         | Samoa   | Samoa       | 0           |             |  |         |           |           |           |  |
|  |                  |                  | Francia          | Francia | 19      |             |             |             |  |         |           |           |           |  |
|  | Irlanda          | Irlanda          | Francia          | Francia | 19      | 21          |             |             |  |         |           |           |           |  |
|  | Irlanda          | Irlanda          |                  |         |         |             |             |             |  |         |           |           |           |  |
|  | Francia          | Francia          | 22               |         |         |             |             |             |  |         |           |           |           |  |
|  | Francia          | Francia          | 22               |         |         |             |             |             |  | Francia | Francia   | 7         |           |  |
|  |                  |                  |                  |         |         |             |             |             |  | Francia | Francia   | 7         |           |  |
|  |                  |                  | Escocia          | Escocia | 12      |             |             |             |  |         |           |           |           |  |
|  | Escocia          | Escocia          | Escocia          | Escocia | 12      | 28          |             |             |  |         |           |           |           |  |
|  | Escocia          | Escocia          |                  |         |         |             |             |             |  |         |           |           |           |  |
|  | Argentina        | Argentina        | 17               |         |         |             |             |             |  |         |           |           |           |  |
|  | Argentina        | Argentina        | 17               |         | Escocia | Escocia     | 12          |             |  |         |           |           |           |  |
|  |                  |                  |                  |         | Escocia | Escocia     | 12          |             |  |         |           |           |           |  |
|  |                  |                  | Kenia            | Kenia   | 7       |             |             |             |  |         |           |           |           |  |
|  | Gales            | Gales            | Kenia            | Kenia   | 7       | 0           |             |             |  |         |           |           |           |  |
|  | Gales            | Gales            |                  |         |         |             |             |             |  |         |           |           |           |  |
|  | Kenia            | Kenia            | 28               |         |         |             |             |             |  |         |           |           |           |  |
|  | Kenia            | Kenia            | 28               |         |         |             |             |             |  |         |           |           |           |  |
|  |                  |                  |                  |         |         |             |             |             |  |         |           |           |           |  |

#### Definición 5° puesto
|  | Semifinal      | Semifinal      | Semifinal  |            |                | 5° puesto      | 5° puesto | 5° puesto |  |
|  |                |                |            |            |                |                |           |           |  |
|  |                |                |            |            |                |                |           |           |  |
|  | Estados Unidos | Estados Unidos | 40         |            |                |                |           |           |  |
|  | Estados Unidos | Estados Unidos | 40         |            |                |                |           |           |  |
|  | Fiyi           | Fiyi           | 14         |            |                |                |           |           |  |
|  | Fiyi           | Fiyi           | 14         |            | Estados Unidos | Estados Unidos | 24        |           |  |
|  |                |                |            |            | Estados Unidos | Estados Unidos | 24        |           |  |
|  |                |                | Inglaterra | Inglaterra | 26             |                |           |           |  |
|  | Inglaterra     | Inglaterra     | Inglaterra | Inglaterra | 26             | 26             |           |           |  |
|  | Inglaterra     | Inglaterra     |            |            |                | 26             |           |           |  |
|  | España         | España         | 17         |            |                |                |           |           |  |
|  | España         | España         | 17         |            |                |                |           |           |  |
|  |                |                |            |            |                |                |           |           |  |

#### Copa de oro
|  | Cuartos de final | Cuartos de final | Cuartos de final |               |           | Semifinales | Semifinales | Semifinales |           |               | Copa          | Copa         | Copa |  |
|  |                  |                  |                  |               |           |             |             |             |           |               |               |              |      |  |
|  |                  |                  |                  |               |           |             |             |             |           |               |               |              |      |  |
|  | Sudáfrica        | Sudáfrica        | 26               |               |           |             |             |             |           |               |               |              |      |  |
|  | Sudáfrica        | Sudáfrica        | 26               |               |           |             |             |             |           |               |               |              |      |  |
|  | Estados Unidos   | Estados Unidos   | 10               |               |           |             |             |             |           |               |               |              |      |  |
|  | Estados Unidos   | Estados Unidos   | 10               |               | Sudáfrica | Sudáfrica   | 15          |             |           |               |               |              |      |  |
|  |                  |                  |                  |               | Sudáfrica | Sudáfrica   | 15          |             |           |               |               |              |      |  |
|  |                  |                  | Nueva Zelanda    | Nueva Zelanda | 27        |             |             |             |           |               |               |              |      |  |
|  | Nueva Zelanda    | Nueva Zelanda    | Nueva Zelanda    | Nueva Zelanda | 27        | 17          |             |             |           |               |               |              |      |  |
|  | Nueva Zelanda    | Nueva Zelanda    |                  |               |           |             |             |             |           |               |               |              |      |  |
|  | Fiyi             | Fiyi             | 5                |               |           |             |             |             |           |               |               |              |      |  |
|  | Fiyi             | Fiyi             | 5                |               |           |             |             |             |           | Nueva Zelanda | Nueva Zelanda | 17           |      |  |
|  |                  |                  |                  |               |           |             |             |             |           | Nueva Zelanda | Nueva Zelanda | 17           |      |  |
|  |                  |                  | Australia        | Australia     | 14        |             |             |             |           |               |               |              |      |  |
|  | Australia        | Australia        | Australia        | Australia     | 14        | 31          |             |             |           |               |               |              |      |  |
|  | Australia        | Australia        |                  |               |           |             |             |             |           |               |               |              |      |  |
|  | Inglaterra       | Inglaterra       | 12               |               |           |             |             |             |           |               |               |              |      |  |
|  | Inglaterra       | Inglaterra       | 12               |               | Australia | Australia   | 19          |             |           | Tercer lugar  | Tercer lugar  | Tercer lugar |      |  |
|  |                  |                  |                  |               | Australia | Australia   | 19          |             |           | Tercer lugar  | Tercer lugar  | Tercer lugar |      |  |
|  |                  |                  | Canadá           | Canadá        | 14        |             |             |             |           |               |               |              |      |  |
|  | Canadá           | Canadá           | Canadá           | Canadá        | 14        | 21          |             |             | Sudáfrica | Sudáfrica     | 19            |              |      |  |
|  | Canadá           | Canadá           |                  |               |           |             |             |             | Sudáfrica | Sudáfrica     | 19            |              |      |  |
|  | España           | España           | 0                |               |           |             |             |             |           |               | Canadá        | Canadá       | 26   |  |
|  | España           | España           | 0                |               |           |             |             |             |           |               | Canadá        | Canadá       | 26   |  |
|  |                  |                  |                  |               |           |             |             |             |           |               |               |              |      |  |

## Posiciones finales
| Pos               | Equipo         |
| ----------------- | -------------- |
| Medalla de oro    | Nueva Zelanda  |
| Medalla de plata  | Australia      |
| Medalla de bronce | Canadá         |
| 4                 | Sudáfrica      |
| 5                 | Inglaterra     |
| 6                 | Estados Unidos |
| 7                 | Fiyi           |
| 7                 | España         |
| 9                 | Escocia        |
| 10                | Francia        |
| 11                | Kenia          |
| 11                | Samoa          |
| 13                | Irlanda        |
| 14                | Argentina      |
| 15                | Gales          |
| 15                | Japón          |